# كتاب البوابات
كتاب البوابات هو نص جنائزي مصري قديم يرجع تاريخه إلى عصر الدولة الحديثة. وهذا الكتاب يروي مرور روح المتوفى حديثا في العالم الآخر، وهو المقابل لرحلة الشمس من خلال العالم السفلي خلال ساعات الليل. والمطلوب من الروح هو المرور من خلال سلسلة من «البوابات» في مراحل مختلفة من الرحلة. وترتبط كل بوابة مع إله أو إلهة مختلف كل مرة، ويتطلب أن يعرف المتوفى الطابع الخاص بهذا الإله أو الإلهة. والنص يشرح أن بعض الناس سوف يمرون من خلال هذه الرحلة سالمين، إلا أن الآخرين سوف يعانون العذاب في «بحيرة النار».

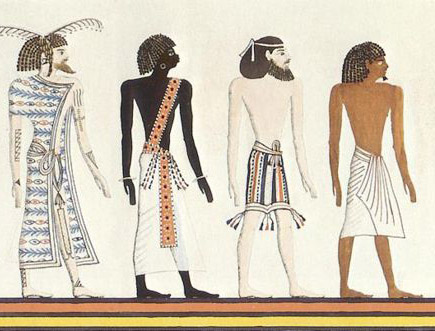
أعراق العالم الأربعة (من اليسار) : ليبي (تمحو) ، نوبي (نحسو) ، آسياوي (عامو) ، مصري (ريث) ، الصورة إعادة تكوين لصورة على جدران مقبرة سيتي الأول.

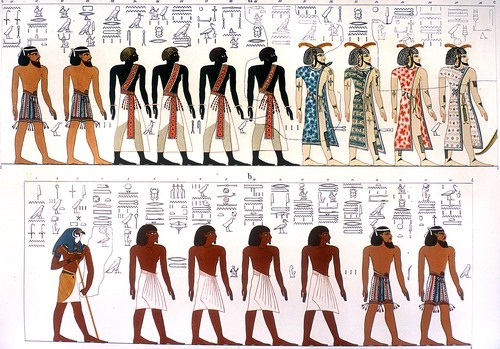
تصوير آخر لنفس اللوحة السابقة.

## الأقسام
الجزء الأكثر شهرة من كتاب البوابات اليوم هو الجزء الذي يشير إلى أعراق البشرية المختلفة المعروفة للمصريين، وقسمها إلى أربعة فئات وهي:  «ريث» (المصريين)، «عامو» (الآسيويين)، «تيمحو» (الليبيين)، و«نيحسو» (النوبيين). وصفت هذه الأجنس في موكب دخول العالم الآخر.
يظهر النص والصور المرتبطة بكتاب البوابات في العديد من مقابر الدولة الحديثة، بما في ذلك جميع المقابر الفرعونية بين حور محب ورمسيس السابع. تظهر أيضا في قبر سننجم، وهو عامل في قرية دير المدينة، وهي القرية القديمة الخاصة بالفنانين والحرفيين الذين بنوا المقابر الفرعونية في عصر الدولة الحديثة.
الإلهات المذكورة في كتاب البوابات لكل منهن ألقاب مختلفة، ويرتدين الملابس الملونة المختلفة، ولكنهن متطابقات في جميع النواحي الأخرى، حيث ترتدي كل منهن نجمة خماسية فوق رأسها. ومعظم الإلهات هي آلهة متخصصة لكتاب البوابات، ولا تظهر في أي مكان آخر في الأساطير المصرية، وهكذا فقد قيل أن كتاب البوابات نشأ بوصفه مجرد نظام لتحديد الوقت ليلا، مع إلهة على كل بوابة كتمثيل للنجم الرئيسي الذي خلال كل ساعة من ساعات الليل.